# LCH (chambre de compensation)
Pour les articles homonymes, voir LCH.
LCH est une chambre de compensation britannique, intervenant dans tous les marchés internationaux, et dans certains marchés OTC. Issue de la fusion entre The London Clearing House et Clearnet en 2003, son siège social est situé à Londres au Royaume-Uni.
Les membres de LCH comprennent un grand nombre des grands groupes financiers, y compris la quasi-totalité des grandes banques d'investissement du monde, des courtiers et des sociétés internationales de matières premières. LCH, en tant que chambre de compensation, se trouve au milieu d'une transaction en assumant le risque de contrepartie impliqué lorsque deux parties négocient en garantissant le règlement de la transaction. Pour atténuer les risques encourus, elle impose certaines exigences minimales à ses membres et recueille auprès d'eux une marge initiale et de variation (ou une garantie) pour les transactions qui ont été exécutées.

## Histoire

### London Clearing House (1888-2003)
- 1888 : London Produce Clearing House (LPCH) est créée pour compenser les contrats de matières premières à Londres. Les actions sont de propriété publique et la société est cotée à la Bourse de Londres.
- 1951 : LPCH est entièrement racheté par United Dominions Trust
- 1971 : La société se renomme International Commodities Clearing House (ICCH)
- 1980 : ICCH est rachetés par un consortium de 6 banques britanniques
- 1992 : ICCH cède son activité de logiciel informatique de compensation à SunGard, et se renomme London Clearing House Ltd
- 2003 : Fusion de la société avec Clearnet

### Clearnet (1969-2003)
- 1969 : Banque Centrale de Compensation SA (BCC) est créé pour compenser les contrats négociés sur les marchés parisiens des matières premières
- 1990 : BCC devient la première organisation d'Europe à compenser des produits dérivés, en plus de sa compensation de Cash
- 1998 : Bourse de Paris prend le contrôle de la MATIF, et de BCC au passage
- 1998 : Clearnet lance un service de compensation des titres publics français et est la première organisation en Europe à permettre la compensation à distance
- 1999 : Restructuration des marchés français, tous les marchés réglementés de Paris sont dirigés par un seul organisme, la Société des bourses françaises, négocié sous le nom d'Euronext Paris. Clearnet devient une filiale d'Euronext et devient la chambre de compensation de tous les produits négociés sur les marchés parisiens
- 2000 : Euronext nait de la fusion de la Bourse de Paris, des bourses d'Amsterdam et des bourses de Bruxelles
- 2001 : Clearnet fusionne avec les chambres de compensation des Euronext d'Amsterdam et de Bruxelles
- 2003 : Euronext Lisbon apporte ses activités de compensation d'actions dérivées et OTC à Clearnet qui acquiert ainsi une succursale au Portugal
- 2003 : fusion avec la société de London Clearing House

### LCH (depuis 2003)
- 2003 : La fusion des deux entreprises donne LCH.Clearnet Group
- 2007 : LCH.Clearnet et Euronext annoncent le rachat par LCH.Clearnet des actions détenues par Euronext pour mieux aligner les intérêts des clients et des actionnaires
- 2008 : lors de la Crise économique mondiale de 2008, LCH.Clearnet résout avec succès 9 mille milliard de dollars de défauts sur les swap de taux d'intérêt OTC de Lehman Brothers
- 2009 : ouverture d'une succursale aux Etats-Unis
- 2012 : LCH.Clearnet a acquis la propriété exclusive d'International Derivatives Clearing Group (IDCG), LCC du NASDAQ
- 2013 : le London Stock Exchange Group est devenu l'actionnaire majoritaire de l'entreprise
- 2016 : le terme Clearnet est retiré de sa marque pour devenir LCH
- 2016 : le vote du Brexit fait peser un risque important aux instances financières de l'Union Européenne, à cause de la position monopolistique de LCH